# رینیاکوواچی
رینیاکوواچی (به مجاری:  Rinyakovácsi) یک منطقهٔ مسکونی در مجارستان است که در ناحیه کاپوشوار واقع شده‌است. رینیاکوواچی ۱۱٫۰۹ کیلومتر مربع مساحت و ۱۸۷ نفر جمعیت دارد.